# Limia immaculata
Limia immaculata és una espècie de peix de la família dels pecílids i de l'ordre dels ciprinodontiformes.

## Morfologia
Els mascles poden assolir els 2,1 cm de longitud total i les femelles els 3,77.

## Distribució geogràfica
Es troba al sud-oest d'Haití.